# Stationers' Register
Lo Stationers' Register fu un registro ufficiale, compilato dalla Stationers' Company inglese tra il XVII secolo e il XVIII secolo. La Stationers' Company è una corporazione fondata a Londra nel 1403 per difendere gli interessi degli stampatori, dei cartolai e di tutti coloro che sono impegnati professionalmente nella produzione di opere stampate. È tuttora attiva. 

## Storia
Nel 1557 il monarca inglese decise che chiunque volesse stampare un'opera a fini di lucro (libri o periodici) dovesse essere membro della corporazione. Affidando un potere di carattere monopolistico alla Stationers' Company (un privilegio), la Corona si assicurò il controllo sui processi di pubblicazione e vendita dei testi scritti.
Nel Cinquecento, col diffondersi della stampa a caratteri mobili, iniziò ad affermarsi in Inghilterra la libera circolazione di scritti e volumi su ogni argomento e di ogni genere. Si verificarono anche numerosi casi, specialmente a Londra, in cui uno stampatore copiava un intero libro e lo rivendeva a un prezzo più basso. Questa forma di concorrenza mise in pericolo gli investimenti di coloro che avevano prodotto un'opera. La soluzione fu la creazione di un registro ufficiale. Ogni stampatore londinese che volesse proteggere il proprio investimento, si recava nella sede della corporazione e segnava sul registro i titoli delle opere che intendeva pubblicare. La registrazione era a pagamento (circa sei pence). La diffusione di un'opera senza il suo inserimento nel registro era passibile di sequestro e gli editori potevano essere arrestati. 
I nuovi libri venivano immessi nel registro della corporazione sotto il nome di un membro della corporazione, non sotto il nome dell'autore. Per convenzione, il membro che aveva registrato il libro manteneva il "copyright", ovvero il diritto esclusivo di pubblicare nuove copie del libro. La corporazione stessa vigilava sul rispetto di questo diritto per mezzo di un tribunale composto dai suoi membri (Court of Assistants).
L'iscrizione nel registro era necessaria anche quando un drammaturgo intendeva allestire una rappresentazione teatrale. Lo Stationers' Register è pertanto una preziosissima fonte di informazioni sulla letteratura inglese, e sul teatro elisabettiano in particolare. Grazie ad esso è stato possibile risalire alla data di registrazione di numerose opere teatrali, e così alla loro data di composizione e di prima rappresentazione.
Nel 1662 il Parlamento inglese ratificò i poteri della corporazione (Licensing Act). Revocato nel 1695, esso fu riaffermato nel 1710 con lo Statuto di Anna (o Copyright Act).